# Janiralata aberrantis
Janiralata aberrantis är en kräftdjursart som beskrevs av Oleg Grigor'evich Kussakin och Boris Vladimirovich Mezhov 1979. Janiralata aberrantis ingår i släktet Janiralata och familjen Janiridae. Inga underarter finns listade i Catalogue of Life.